# غار بیشه آقا سید
اشکفت بیشه آقا سید مربوط به دوران پیش از تاریخ ایران باستان - سده‌های متاخر دوران‌های تاریخی پس از اسلام است و در شهرستان فارسان، بخش مرکزی، دهستان میزدج علیا، روستای بیدکل واقع شده و این اثر در تاریخ ۲۷ اسفند ۱۳۸۷ با شمارهٔ ثبت ۲۶۵۵۴ به‌عنوان یکی از آثار ملی ایران به ثبت رسیده است.